# Habenaria monorrhiza
Habenaria monorrhiza är en orkidéart som först beskrevs av Olof Swartz, och fick sitt nu gällande namn av Heinrich Gustav Reichenbach. Habenaria monorrhiza ingår i släktet Habenaria och familjen orkidéer. Inga underarter finns listade i Catalogue of Life.

## Bildgalleri

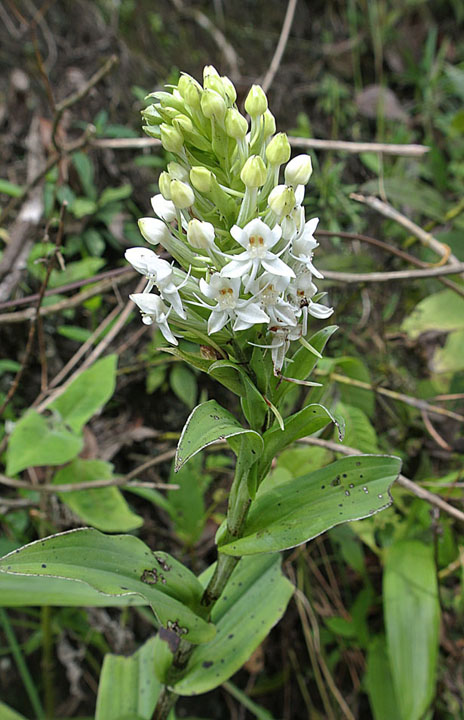